# Stompstaarteekhoorns
Stompstaarteekhoorns (Aplodontiidae) zijn een familie van knaagdieren uit de infraorde Protrogomorpha en superfamilie Aplodontioidea. De enige levende soort is de stompstaarteekhoorn, bergbever of sewellel (Aplodontia rufa), maar er is een groot aantal fossielen bekend.
De familie omvat de volgende geslachten:
- Eohaplomys†
- Oligopetes†
- Pipestoneomys†
- Selenomys†
- Wellelodon†
- Onderfamilie Meniscomyinae†
  - Horatiomys†
  - Meniscomys†
  - Niglarodon†
  - Promeniscomys†
  - Sewelleladon†
- Onderfamilie Aplodontiinae
  - Ansomys†
  - Stompstaarteekhoorn (Aplodontia)
  - Liodontia†
  - Pseudaplodon†
  - Tardontia†
  - Tschalimys†